# Kinga Czigány
Kinga Czigány (Győr, 17 febbraio 1972) è un'ex canoista ungherese, specializzata nel Kayak, vincitrice della medaglia d'oro ai Giochi olimpici estivi di Barcellona 1992 nel K4 500 m..

## Palmarès
- Olimpiadi
  - Barcellona 1992: oro nel K4 500 m.

- Mondiali
  - 1993: argento nel K2 500 m e bronzo nel K4 500 m.
  - 1994: argento nel K2 500 m e K4 500 m.